# Tettigoniopsis forcipicercus
Tettigoniopsis forcipicercus är en insektsart som beskrevs av Yamasaki 1982. Tettigoniopsis forcipicercus ingår i släktet Tettigoniopsis och familjen vårtbitare. Inga underarter finns listade i Catalogue of Life.